# Paitobius juventus
Paitobius juventus är en mångfotingart som först beskrevs av Charles Harvey Bollman 1887.  Paitobius juventus ingår i släktet Paitobius och familjen stenkrypare. Inga underarter finns listade i Catalogue of Life.